# Trnava Bulldogs
I Trnava Bulldogs sono una squadra di football americano di Trnava, in Slovacchia; fondati nel 2007, hanno vinto 2 campionati nazionali.

## Dettaglio stagioni

### Amichevoli
| Stagione | Vin | Par | Per | Tot | PF | PS | avversaria      |
| -------- | --- | --- | --- | --- | -- | -- | --------------- |
| 2009     | 1   | 0   | 0   | 1   | 22 | 20 | Topoľčany Kings |
| Totale   | 1   | 0   | 0   | 1   | 22 | 20 |                 |

Fonte: topolcanykings.com/

### Tornei

#### Tornei nazionali

##### Campionato

###### Slovenská Futbalová Liga
| Stagione | regular season | regular season | regular season | regular season | regular season | regular season | playoff | playoff | playoff | playoff | playoff | playoff    | playoff             |
|          | Vin            | Par            | Per            | Tot            | PF             | PS             | Vin     | Per     | Tot     | PF      | PS      | risultato  | avversaria          |
| -------- | -------------- | -------------- | -------------- | -------------- | -------------- | -------------- | ------- | ------- | ------- | ------- | ------- | ---------- | ------------------- |
| 2016     | -              | -              | -              | -              | -              | -              | 2       | 0       | 2       | 106     | 7       | Campioni   | Žilina Warriors     |
| 2017     | 3              | 0              | 1              | 4              | 87             | 22             | 0       | 1       | 1       | 0       | 55      | Semifinale | Bratislava Monarchs |
| 2018     | 6              | 0              | 2              | 8              | 224            | 65             | 2       | 0       | 2       | 52      | 12      | Campioni   | Žilina Warriors     |
| 2019     | 4              | 0              | 3              | 7              | 127            | 79             | 0       | 1       | 1       | 7       | 35      | Semifinale | Bratislava Monarchs |
| Totale   | 13             | 0              | 6              | 19             | 438            | 166            | 4       | 2       | 6       | 165     | 109     |            |                     |

Fonti: Enciclopedia del Football - A cura di Roberto Mezzetti

###### ČLAF
| Stagione | regular season | regular season | regular season | regular season | regular season | regular season | playoff | playoff | playoff | playoff | playoff | playoff    | playoff               |
|          | Vin            | Par            | Per            | Tot            | PF             | PS             | Vin     | Per     | Tot     | PF      | PS      | risultato  | avversaria            |
| -------- | -------------- | -------------- | -------------- | -------------- | -------------- | -------------- | ------- | ------- | ------- | ------- | ------- | ---------- | --------------------- |
| 2015     | 3              | 0              | 5              | 8              | 179            | 220            | 0       | 1       | 1       | 6       | 41      | Semifinale | Prague Black Panthers |
| 2016     | 5              | 0              | 5              | 10             | 327            | 274            | -       | -       | -       | -       | -       | -          | -                     |
| 2017     | 0              | 0              | 10             | 10             | 10             | 507            | -       | -       | -       | -       | -       | -          | -                     |
| Totale   | 8              | 0              | 20             | 28             | 516            | 1001           | 0       | 1       | 1       | 6       | 41      |            |                       |

Fonti: Enciclopedia del Football - A cura di Roberto Mezzetti

### Riepilogo fasi finali disputate
| Anno           | Luogo  | Evento   | Fase del torneo | Incontro                                | Risultato |
| 5 luglio 2015  | Praga  | ČLAF - I | Semifinale      | Prague Black Panthers - Trnava Bulldogs | 41 - 6    |
| 3 luglio 2016  | Trnava | SFL      | Slovak Bowl     | Žilina Warriors - Trnava Bulldogs       | 7 - 63    |
| 25 giugno 2017 |        | SFL      | Semifinale      | Bratislava Monarchs - Trnava Bulldogs   | 55 - 0    |
| 15 luglio 2018 |        | SFL      | Slovak Bowl     | Trnava Bulldogs - Žilina Warriors       | 24 - 12   |
| 23 giugno 2019 | Trnava | SFL      | Semifinale      | Trnava Bulldogs - Bratislava Monarchs   | 7 - 35    |

## Palmarès
- 2 Campionati slovacchi (2016, 2018)